# WISE J224607.57-052635.0
WISE J224607.57-052635.0 è una galassia estremamente luminosa all'infrarosso (ELIRG) che è stata annunciata, nel corso del 2015, come la galassia più luminosa dell'Universo attualmente conosciuta. La distanza percorsa dalla luce di questa galassia per giungere a noi è di 12,5 miliardi di anni luce. La sua luminosità è pari a 300 bilioni di volte quella del Sole.
Ospita al centro un buco nero supermassiccio che, mentre si rifornisce di gas e materiale circostante, provoca il surriscaldamento del suo disco di accrescimento nell’ordine di milioni gradi. Ciò determina l’emissione di energia sotto forma di raggi X, radiazione ultravioletta e luce visibile. Molta della luce visibile è bloccata dalla polveri, si scalda, e viene convertita a radiazione infrarossa. WISE J224607.57-052635.0 rilascia 10.000 volte più energia della Via Lattea, sebbene sia una galassia più piccola. Questa galassia è stata scoperta grazie al Wide-field Infrared Survey Explorer.

Com'è noto la maggior parte dei quasar è estremamente luminoso, ma solo uno di questi su 3000 rientra in una particolare categoria detta Hot Dust-Obscured Galaxies (Hot DOG) ovvero galassie calde oscurate dalla polvere. Uno studio pubblicato nel 2015 riporta le osservazioni effettuate tramite l'Atacama Large Millimeter/submillimeter Array (ALMA) sul movimento a spirale del materiale che ricade verso il buco nero supermassiccio al centro della galassia alimentandone il suo disco di accrescimento. Il movimento di caduta di materia raggiunge velocità elevatissime, circa 2 milioni di km/h. L'interazione e l'assorbimento con la polvere circostante determina quindi l'irradiazione di energia sotto forma di luce infrarossa. Ma la pressione esercitata dalla radiazione infrarossa sul gas interstellare ne comporta la progressiva esclusione dalla galassia in tutte le direzioni che alla fine resterà privata del materiale necessario alla formazione di nuove stelle.

WISE J224607.57-052635.0 in via di fusione con altre tre galassie più piccole (interpretazione artistica)
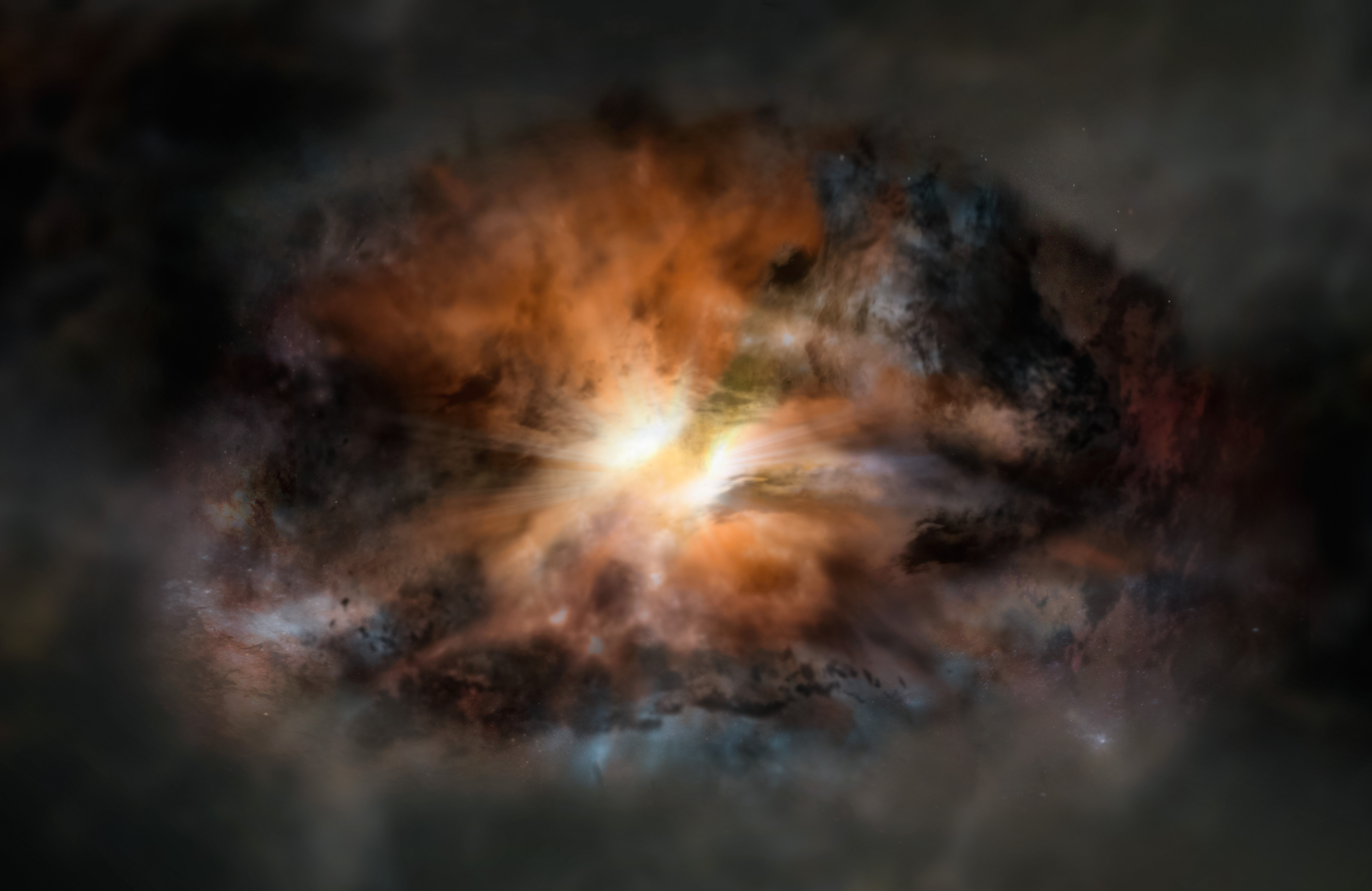
WISE J224607.57-052635.0 (interpretazione artistica)